# Rückersdorf (Thüringen)
Die thüringische Gemeinde Rückersdorf liegt im Osten des Landkreises Greiz und gehört zur Verwaltungsgemeinschaft Ländereck.

## Geographie

### Geographische Lage
Rückersdorf gehört zum Ronneburger Acker- und Bergbaugebiet. Am Südrand des Dorfes entspringt die Westliche Sprotte, die durch das Dorf nordwärts nach Mennsdorf und Posterstein fließt. Im Südwesten des Gemeindegebiets verläuft die regionale Wasserscheide zwischen der Weißen Elster und der Pleiße. Die nächsten Städte sind Ronneburg (5 km nördlich), Berga/Elster (9 km südwestlich), Crimmitschau (12 km östlich) und Gera (12 km nordwestlich).

### Nachbargemeinden
Angrenzende Gemeinden sind Braunichswalde, Hilbersdorf, Linda b. Weida, Paitzdorf und die Stadt Ronneburg im Landkreis Greiz, Heukewalde und Jonaswalde im Landkreis Altenburger Land sowie die Stadt Crimmitschau im sächsischen Landkreis Zwickau. Letztere Stadt grenzt mit dem Ort Großpillingsdorf der Ortschaft Blankenhain nur mittelbar an.

### Gemeindegliederung
Teilgemeinden sind die am 1. Juli 1950 eingegliederten Orte Haselbach und Reust, letzterer in der Nähe (östlich) der beiden ehemaligen Reuster Abraumhalden des Uranbergbaues der SDAG Wismut.

## Geschichte
Rückersdorf wurde 1181 im Bosauer Zehntverzeichnis erstmals erwähnt. Bis 1918 gehörten Haselbach, Reust und ein Teil von Rückersdorf zu Sachsen-Altenburg und waren seit 1900 dem Landratsamt Ronneburg zugehörig. Der andere Teil von Rückersdorf gehörte zur Amtshauptmannschaft Zwickau (Exklave Ziegenhierdsches Ländchen) des Königreichs Sachsen. Im Rahmen der Flurbereinigung von 1928 kam der sächsische Teil von Rückersdorf zu Thüringen und war damit wie die übrigen zur heutigen Gemeinde gehörenden Orte dem seit 1922 existierenden Landkreis Gera zugehörig.

### Religionen
35 % der Bevölkerung sind evangelisch, 4 % katholisch. Die evangelisch-lutherischen Kirchengemeinden in Haselbach, Reust und Rückersdorf gehören der Evangelischen Kirche in Mitteldeutschland an; für sie ist das Pfarramt in Ronneburg, Kirchenkreis Altenburger Land, zuständig. Die wenigen Katholiken gehören zur Pfarrei St. Elisabeth mit Sitz in Gera, Bistum Dresden-Meißen; die nächste Filialkirche ist Maria Geburt (Ronneburg).

### Eingemeindungen
Am 1. Juli 1950 wurden Haselbach und Reust eingemeindet.

### Einwohnerentwicklung
1910 lebten im altenburgischen Teil von Rückersdorf 218 und im sächsischen Teil 80 Einwohner. Zusammengenommen waren es 819 Einwohner. 1939 waren es zusammengenommen 758 Einwohner.
Entwicklung der Einwohnerzahl (31. Dezember):
| - 1994: 990 - 1995: 974 - 1996: 937 - 1997: 920 - 1998: 894 - 1999: 866 | - 2000: 862 - 2001: 857 - 2002: 856 - 2003: 848 - 2004: 837 - 2005: 834 | - 2006: 822 - 2007: 828 - 2008: 829 - 2009: 822 - 2010: 809 - 2011: 796 | - 2012: 792 - 2013: 778 - 2014: 757 - 2015: 737 - 2016: 718 - 2017: 722 | - 2018: 732 - 2019: 730 - 2020: 724 - 2021: 696 - 2022: 689 - 2023: 680 |
| Datenquelle: Thüringer Landesamt für Statistik                          |                                                                         |                                                                         |                                                                         |                                                                         |

## Politik

### Gemeinderat
Seit der Kommunalwahl vom 25. Mai 2014 setzt sich der Gemeinderat wie folgt zusammen:
- CDU/Gemeinschaft christlicher Bürger: 3 Sitze (+ 2)
- Wählergemeinschaft Reust: 2 (- 1)
- Freiwillige Feuerwehr Haselbach: 2 Sitze (± 0)
- Freiwillige Feuerwehr Rückersdorf: 1 Sitz (- 1)

Die Wahlbeteiligung lag bei 71,0 % und damit 0,3 %p unter der von 2009.

## Kultur und Sehenswürdigkeiten

### Bauwerke

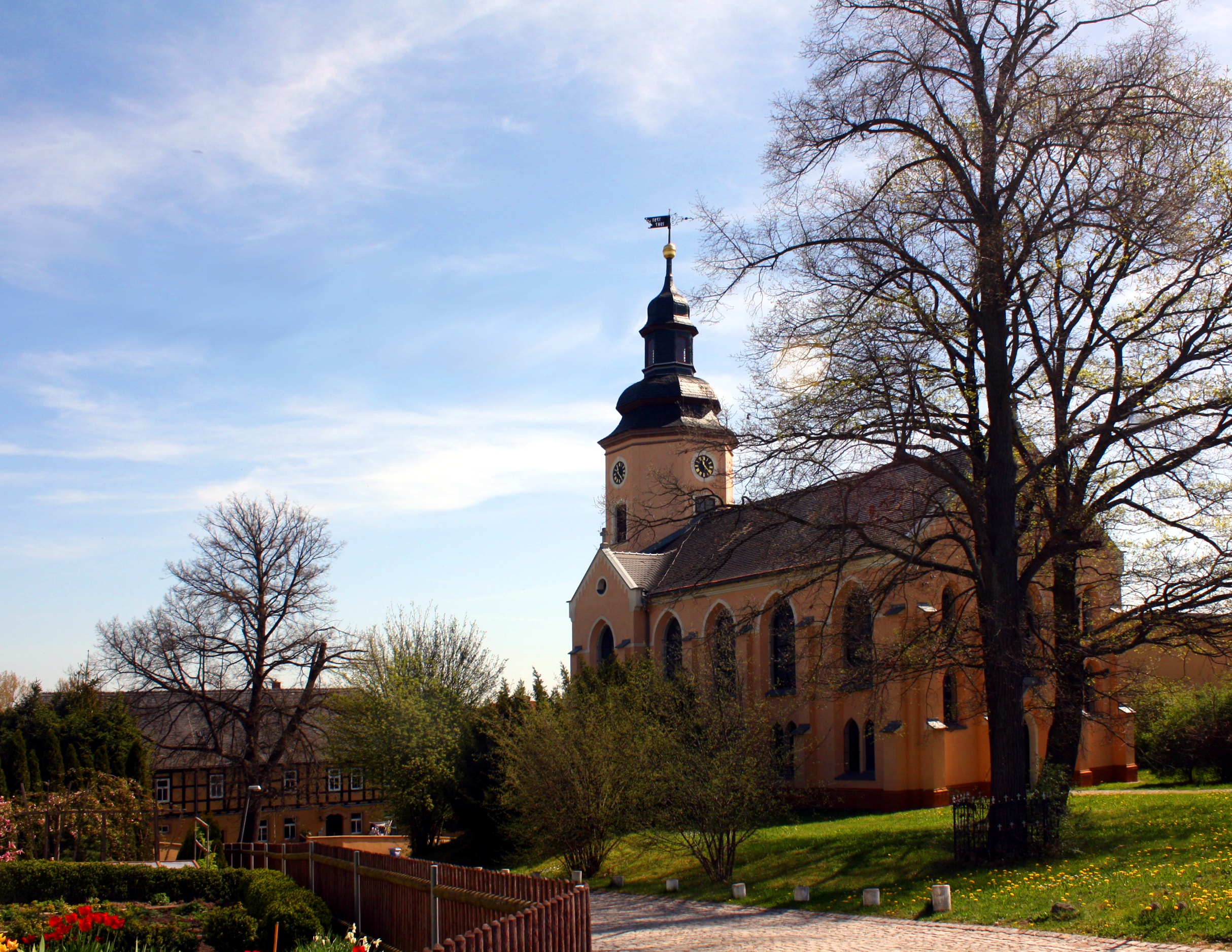
Kirche in Rückersdorf

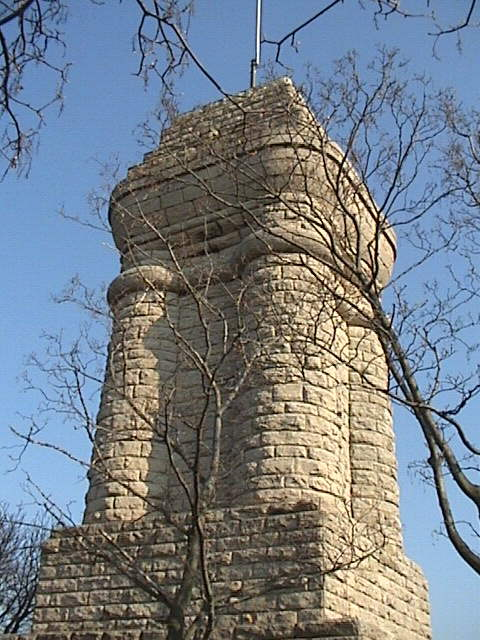
Bismarcksäule in Reust

In der Gemeinde existieren drei evangelisch-lutherische Kirchen, in jedem Ortsteil eine. Die Rückersdorfer Kirche hat ein klassizistisches Kirchenschiff mit einem gotischen Chor, der Turm ist größtenteils barock.  Das Reuster Gotteshaus ist teilweise gotisch und besitzt einen spätgotischen Flügelaltar, der um das Jahr 1500 gefertigt wurde. Die Kirche in Haselbach stammt aus dem Barock und besitzt neben dem Hauptschiff mit Turm ein Nebenschiff.
Am Westrand von Reust befindet sich auf dem 370 m hohen Reuster Berg die umgangssprachlich Reuster Turm genannte Bismarcksäule, die einen weiten Blick über die vormals von der Wismut geprägte Umgebung bietet. Der 21 m hohe viereckige Turm besteht aus Kalkstein aus Orlamünde. Die Standortwahl war dadurch begründet, dass der Reuster Berg die höchste Erhebung des damaligen Ostkreises von Sachsen-Altenburg war.

### Grünflächen und Naherholung
Auf freier Flur westlich der bebauten Ortsfläche von Rückersdorf entstand auf einem 1956 errichteten Sprengmittellager für die Wismut ein Biotop, das als Begleitobjekt der Expo 2000 der Öffentlichkeit übergeben wurde. Die Schautafeln stellen 21 Biotoptypen vor, die nach Stand von 1999 256 Arten Gefäßpflanzen, 69 Arten Pilze, 43 Arten Vögel, 98 Arten Webspinnen, 133 Arten Schmetterlinge und 47 Arten Wildbienen aufweisen.

## Wirtschaft und Infrastruktur

### Verkehr
Das Gemeindegebiet wird von der Landesstraße L 1081 von Ronneburg nach Werdau durchzogen, die durch Reust führt und Rückersdorf über eine zu Wismut-Zeiten entstandene Ortsumgehung berührt. Bei Rückersdorf zweigt die L 1082 ab, die nach Linda und Pohlen führt. Es verkehren die zwei werktags vom Regionalverkehr Gera (RVG) und von dem privaten Busunternehmen Piehler bedienten Buslinien 212 Gera–Friedmannsdorf und 213 Gera–Werdau–Zwickau, wobei nur erstere auch den Ortsteil Haselbach anfährt. Seit der Einstellung des Reisezugverkehrs auf der Verbindung Wünschendorf–Werdau befindet sich der nächstgelegene Personenbahnhof im fünf Kilometer entfernten Ronneburg.

### Wasserver- und Abwasserentsorgung
Die Gemeinde Rückersdorf ist Mitglied im Zweckverband Wasser / Abwasser Mittleres Elstertal. Dieser übernimmt für die Gemeinde die Trinkwasserversorgung und Abwasserentsorgung.

### Medien
In der Nähe von Rückersdorf betreibt die Deutsche Funkturm seit 1994 den 163 Meter hohen Sendeturm Ronneburg.

### Bildung
In Rückersdorf ist die Grundschule der Verwaltungsgemeinschaft untergebracht.